# Famille Hervé-Gruyer
La famille Hervé-Gruyer, olim Hervé, est une famille française subsistante originaire d'Alsace dont la filiation remonte au XVIIIe siècle. Elle fut autorisée à modifier son nom en Hervé-Gruyer à la suite de l'adoption en 1889 d'Alfred Hervé par le baron Charles-Maximilien Gruyer.

## Histoire
Hyacinthe Jean Baptiste Hervé, né à Strasbourg le 23 octobre 1753, décédé le 2 novembre 1810, fils de Gaspard Hervé, négociant à Strasbourg, fut sénateur de la bourgeoisie en 1782 pour la tribu (corps de métier) de Mauresse (revendeurs, cordiers, chandeliers, apprêteurs de tabac, chanvriers) au Grand conseil de la ville de Strasbourg et trésorier de la ville de Strasbourg, marié à Reine Hartmann le 27 décembre 1778.
Selon Albert Révérend (1909), leur fils Amand Marie Fidèle Charles Hervé, capitaine de cavalerie, fut créé chevalier héréditaire par lettres patentes du 31 mai 1817.

## Généalogie simplifiée
- Gaspard Hervé, négociant à Strasbourg, et Marguerite Elisabeth Copa eurent pour fils :
  - Hyacinthe Jean Baptiste Hervé, né à Strasbourg le 23 octobre 1753, décédé le 2 novembre 1810, sénateur en 1782 de la bourgeoisie pour la tribu (corps de métier) de Mauresse au Grand conseil de la ville de Strasbourg, sénateur et trésorier de la ville de Strasbourg, marié à Reine Hartmann le 27 décembre 1778[3], dont :
    - Amand Constant Marie Fidèle Charles Hervé (1789-1864)[3], élève à l'école impériale Polytechnique[4], chevalier en 1817, lieutenant dans l'armée du midi en Espagne, lieutenant d'artillerie dans la Grande Armée, a participé au siège de Cadix et à la campagne de Russie, capitaine d'artillerie et aide de camp du maréchal de camp baron Boulard, colonel d’artillerie, commandeur de la Légion d’honneur[5], chevalier de l'ordre royal et militaire de Saint-Louis[6]. Marié à Sophie Magnier-Grandprez, dont :
      - Marie Victor Alfred Hervé (1824-1861), sous-inspecteur des Forêts[7], marié en 1859 à Hortense Heiligenthal[8](Strasbourg 11/1/1835-13/7/1932 Paris)[3], dont :
        - Marie Joseph Charles Alfred Hervé, puis Hervé-Gruyer (1860-1928), dit « baron Hervé-Gruyer » après son adoption plénière le 18 novembre 1889 par le baron Charles-Maximilien Gruyer[9],[10] (fils ainé d'Antoine Gruyer (1774-1822), baron de l'Empire) et époux de sa tante Elisabeth Heiligenthal[11]. Licencié en droit. Reçu premier au concours de 1884. Adjoint au comité d’examen des travaux de la marine en 1890. Conseiller référendaire de 1re classe à la Cour des comptes le 4 février 1910, honoraire pour raison de santé le 13 décembre 1910. Fondateur de l’association des Alsaciens-Lorrains de France. Membre de l’Union Artistique, vice-président en 1910. Administrateur du poste d’Aubervilliers de la Société française de secours aux blessés militaires. Membre du commissariat général de la contribution volontaire en 1926. Il commanda à Auguste Bartholdi un monument en bronze : « La Suisse secourant les douleurs de Strasbourg pendant le siège de 1870 », installé en 1895 à Bâle (Suisse). Épouse le 18 mai 1895 à Paris Marie Louise Eugénie Napoléone Murat[12], fille de Joachim Joseph André Murat, 3e comte Murat, député du Lot de 1854 à 1889, officier de la Légion d’honneur en 1862[3], dont :
          - Marie Joseph Adolphe Alfred Gilbert Hervé-Gruyer (1897-1970). Licencié en droit. Reçu premier au concours de 1921. Conseiller maître à la cour des comptes le 11 décembre 1946. Président de chambre[13]. Honoraire le 6 mars 1968. Commandeur de la Légion d’honneur le 29 décembre 1962 [14]. Marié le 4 juin 1925 à Paris avec Berthe de Villeneuve-Esclapon, dont :
            - François Hélion Marie Romée Hervé-Gruyer (1927-2007), marié avec Irène de La Barre de Nanteuil, dont :
              - Charles Hervé-Gruyer (1958- ), ancien marin, cultivateur et auteur. Après avoir voyagé pendant 20 ans à bord de son voilier-école, le Fleur de Lampaul, il a fondé en 2004, avec son épouse Perrine Bulgheroni au Bec-Hellouin (Eure), la ferme du Bec-Hellouin, une ferme biologique[15], où ils pratiquent l'écoculture.

          - Marie Joseph Joachim Alfred Antoine Hervé-Gruyer (1903-1994), directeur du Crédit Lyonnais, président-directeur général de la Compagnie Financière du Sucre, marié le 29 octobre 1929 avec Françoise Lefèvre[16], fille  d’Eugène Lefèvre, directeur général du Crédit lyonnais.

## Armes
- D’azur, au château donjonné d’une tour d’argent, maçonné et ajouré de sable, sommé d’un lion d’or tenant de la patte dextre un badelaire d’argent accosté à dextre d’une grenade d’or, ouverte de gueules, et à senestre d’une molette d’or ;  à la champagne d’or chargée d’une pile de boulets de sable[2]

## Titres
- Chevalier héréditaire en 1817, selon Albert Révérend[2], repris par Henri Jougla de Morenas dans Le Grand Armorial de France (1939)[17] ;
- Baron après adoption plénière le 18 novembre 1889 par le baron Charles-Maximilien Gruyer (titre de courtoisie).

Albert Révérend écrit qu'Amand Constant Marie Fidèle Charles Hervé fut créé chevalier héréditaire par lettres patentes du 31 mai 1817 du roi Louis XVIII.
Le Dictionnaire des anoblissements, contenant l'indication des anoblissements, maintenues de noblesse, concessions, collations de titres, etc. (1869) indique : « La Cour royale de Colmar a entériné dans sa séance solennelle de juin 1818 les lettres patentes de Sa Majesté du 31 mai 1817 qui confèrent le titre de chevalier à M. Hervé, capitaine d'artillerie...»
André Borel d'Hauterive, dans l'Annuaire de la noblesse de France et des maisons souveraines de l'Europe (1876), mentionne aussi "Hervé, capitaine d'artillerie, chevalier, 31 mai 1817".
La publication au Moniteur Universel de 1818 (tables chronologique et alphabétique) indique : « Hervé, capitaine d’artillerie adjoint à la direction de Strasbourg. Lettres patentes qui lui confèrent le titre de chevalier. 770 ».
Henri Jougla de Morenas, dans le Grand Armorial de France (1939), indique "chevalier héréditaire en 1817".
Certains auteurs contemporains ont des avis divergents sur le statut de la famille Hervé-Gruyer :
- Charondas (Philippe du Puy de Clinchamps) ne considère pas la famille Hervé-Gruyer comme noble[21]. Néanmoins cet auteur ne parle pas du titre de chevalier héréditaire octroyé à Amand Constant Marie Fidèle Charles Hervé, par lettres patentes du 31 mai 1817.
- Pierre-Marie Dioudonnat cite cette famille dans le Simili-Nobiliaire français (2012) consacré aux familles de noblesse d'apparence[11]. Néanmoins cet auteur ne parle pas du titre de chevalier héréditaire octroyé à Amand Constant Marie Fidèle Charles Hervé, par lettres patentes du 31 mai 1817.
- Éric Anceau, dans Prosographie d'une élite du XIXe siècle (2000), indique que la famille Hervé-Gruyer appartient à la bourgeoisie[22].

## Alliances
Les principales alliances de la famille Hervé-Gruyer sont : Heiligenthal, Murat (1895), de Peyrelongue, de La Barre de Nanteuil, Lefèvre, de Villeneuve-Esclapon, de Roux, Tarnowski, Firmin Didot, de Monteynard, Reille, Maggiar, de Brosses.